# Nim
Nim (раніше — Nimrod) — системна мова програмування, націлена на забезпечення високої продуктивності, переносності та виразності коду. Мова використовує статичну типізацію і створена з використанням досвіду Pascal, C++, Python і Lisp. Код проекту поставляється під ліцензією MIT. Крім того, мову супроводжує пакетний менеджер nimble для поширення модулів на мові Nim.
Початковий код мовою Nim компілюється в представлення на C, C++ або JavaScript. Надалі отриманий C/C++ код компілюється у виконуваний файл за допомогою будь-якого доступного компілятора (clang, gcc, icc, Visual C++), що дозволяє домогтися продуктивності близькою до C, якщо не враховувати витрати на виконання збирача сміття. За аналогією з Python у Nim як розподільники блоків застосовуються відступи. Регістр написання символів у ідентифікаторах не враховується. Підтримуються засоби метапрограмування і можливості для створення предметно-орієнтованих мов (DSL).